# Carl Ramos Stadium
Das Carl Ramos Stadium ist ein Fußballstadion in Dangriga, einer Provinzhauptstadt in Belize. Der Verein Griga United trägt dort seine Heimspiele Belize Premier Football League (BPFL) aus. Das Stadion bietet 3500 Zuschauern Platz.